# Oakesdale (Washington)
Oakesdale es un pueblo ubicado en el condado de Whitman en el estado estadounidense de Washington. En el año 2000 tenía una población de 420 habitantes y una densidad poblacional de 99158 personas por km².

## Geografía
Oakesdale se encuentra ubicada en las coordenadas 47°7′50″N 117°14′40″O / 47.13056, -117.24444.

## Demografía
Según la Oficina del Censo en 2000 los ingresos medios por hogar en la localidad eran de $31.094, y los ingresos medios por familia eran $42.813. Los hombres tenían unos ingresos medios de $27.500 frente a los $30.714 para las mujeres. La renta per cápita para la localidad era de $16.156. Alrededor del 11,7% de la población estaban por debajo del umbral de pobreza.